# Lipoblast

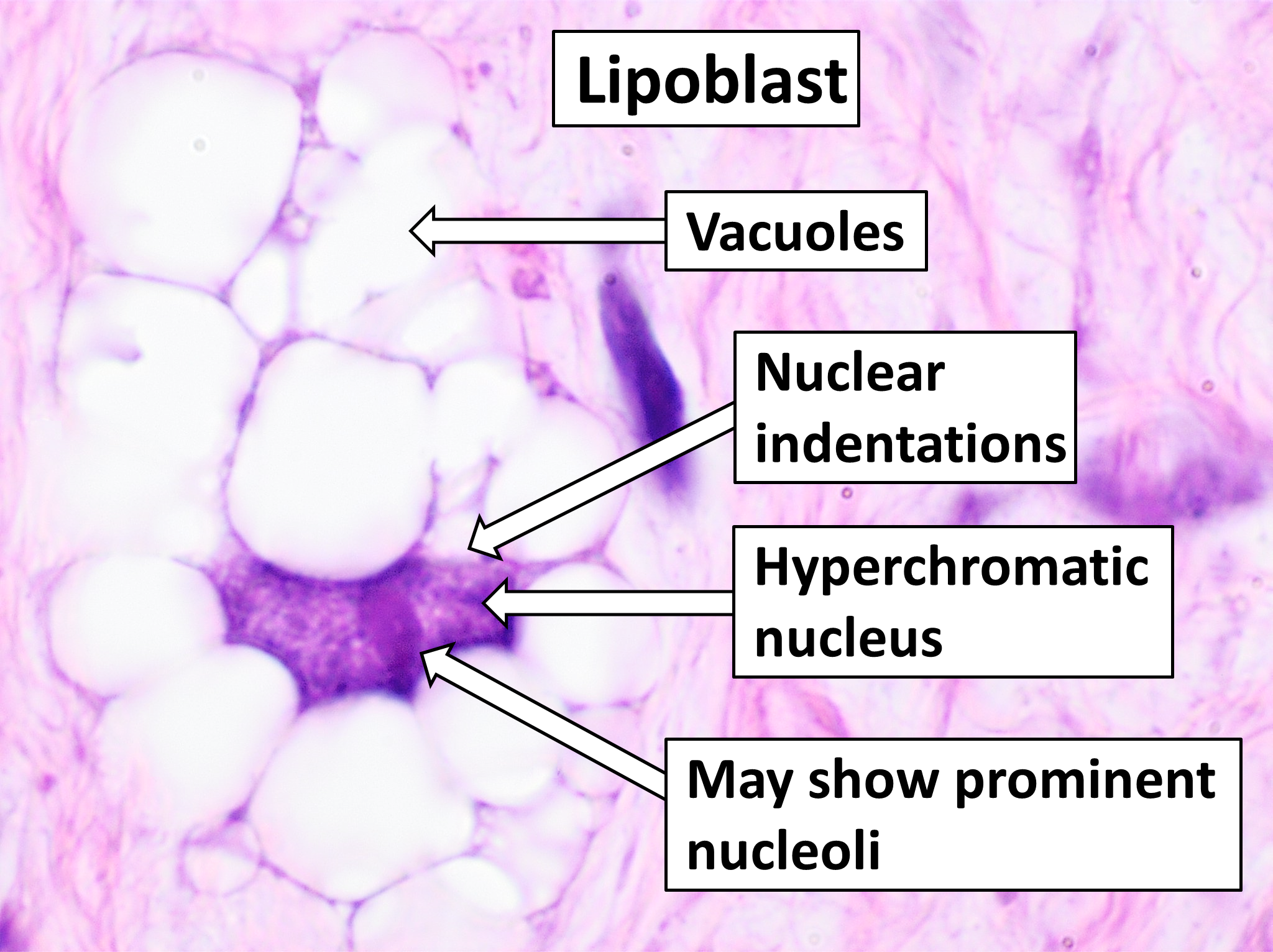
Lipoblast

Een lipoblast, ook wel steatoblast genoemd, is een precursorcel voor een adipocyt. Alternatieve termen zijn onder meer adipoblast en preadipocyt. Vroege stadia zijn bijna niet te onderscheiden van fibroblasten.
Liposarcomen ontstaan uit de lipoblasten of adipocyten in vetweefsel.
|  |  |